# The Match
The Match är ett programformat som producerats som Matchen för TV4. Reality-programmet går ut på att en grupp kändisar bildar ett fotbollslag som ska spela mot före detta professionella fotbollsspelare.